# Tony Award/Bestes Bühnenbild (Musical)
Der Tony Award for Best Scenic Design in a Musical (deutsch: Tony Award für das beste Bühnenbild in einem Musical) ist ein US-amerikanischer Theater- und Musicalpreis, der erstmals 1960 verliehen wurde.

## Geschichte und Hintergrund
Die Tony Awards werden seit 1947 jährlich in zahlreichen Kategorien von circa 700 Juroren vergeben, die sich aus der Unterhaltungsbranche und Presse der Vereinigten Staaten rekrutieren. Eine dieser Kategorien ist der Tony Award for Best Scenic Design in a Musical, der erstmals 1960 vergeben wurde. Von 1962 bis 2004 wurden Bühnenbildner für Theater und Musical in der gemeinsamen Kategorie Best Scenic Design  ausgezeichnet. Ab 2005 wurde diese Kategorie dann wieder aufgeteilt.

## Gewinner und Nominierte
Die Übersicht der Gewinner und Nominierten listet pro Jahr die nominierten Bühnenbildner und die jeweiligen Musicals. Der Gewinner eines Jahres ist grau unterlegt angezeigt.

### 1960–1961
| Jahr                    | Bühnenbildner      | Musical           | Deutscher Titel |
| ----------------------- | ------------------ | ----------------- | --------------- |
| 1960                    |                    |                   |                 |
| Oliver Smith            | The Sound of Music | Die Trapp-Familie |                 |
| Cecil Beaton            | Saratoga           |                   |                 |
| William und Jean Eckart | Fiorello!          |                   |                 |
| Peter Larkin            | Greenwillow        |                   |                 |
| Jo Mielziner            | Gypsy              | Gypsy             |                 |
| 1961                    |                    |                   |                 |
| Oliver Smith            | Camelot            | Camelot           |                 |
| George C. Jenkins       | 13 Daughters       |                   |                 |
| Robert Randolph         | Bye Bye Birdie     | Bye Bye Birdie    |                 |

### 2005–2009
| Jahr                                                         | Bühnenbildner                  | Musical                                               | Deutscher Titel |
| ------------------------------------------------------------ | ------------------------------ | ----------------------------------------------------- | --------------- |
| 2005                                                         |                                |                                                       |                 |
| Michael Yeargan                                              | The Light in the Piazza        |                                                       |                 |
| Tim Hatley                                                   | Monty Python's Spamalot        | Monty Python’s Spamalot – Das total verrückte Musical |                 |
| Rumi Matsui                                                  | Pacific Overtures              |                                                       |                 |
| Anthony Ward                                                 | Chitty Chitty Bang Bang        |                                                       |                 |
| 2006                                                         |                                |                                                       |                 |
| David Gallo                                                  | The Drowsy Chaperone           | Hochzeit mit Hindernissen                             |                 |
| John Lee Beatty                                              | The Color Purple               |                                                       |                 |
| Derek McLane                                                 | The Pajama Game                | The Pajama Game                                       |                 |
| Klara Zieglerova                                             | Jersey Boys                    | Jersey Boys                                           |                 |
| 2007                                                         |                                |                                                       |                 |
| Bob Crowley                                                  | Mary Poppins                   | Mary Poppins                                          |                 |
| Christine Jones                                              | Spring Awakening               | Frühlings Erwachen                                    |                 |
| Anna Louizos                                                 | High Fidelity                  |                                                       |                 |
| Allen Moyer                                                  | Grey Gardens                   |                                                       |                 |
| 2008                                                         |                                |                                                       |                 |
| Michael Yeargan                                              | South Pacific                  | South Pacific                                         |                 |
| Timothy Bird, David Farley und The Knifedge Creative Network | Sunday in the Park with George | Sunday in the Park with George                        |                 |
| Anna Louizos                                                 | In the Heights                 | In the Heights                                        |                 |
| Robin Wagner                                                 | Young Frankenstein             |                                                       |                 |
| 2009                                                         |                                |                                                       |                 |
| Ian MacNeil                                                  | Billy Elliot the Musical       | Billy Elliot                                          |                 |
| Robert Brill                                                 | Guys and Dolls                 | Guys and Dolls                                        |                 |
| Scott Pask                                                   | Pal Joey                       | Pal Joey                                              |                 |
| Mark Wendland                                                | Next to Normal                 | Next to Normal                                        |                 |

### 2010–2019
| Jahr                                 | Bühnenbildner                             | Musical                       | Deutscher Titel |
| ------------------------------------ | ----------------------------------------- | ----------------------------- | --------------- |
| 2010                                 |                                           |                               |                 |
| Christine Jones                      | American Idiot                            | American Idiot                |                 |
| Marina Draghici                      | Fela!                                     |                               |                 |
| Derek McLane                         | Ragtime                                   | Ragtime                       |                 |
| Tim Shortall                         | La Cage aux Folles                        | La Cage aux Folles            |                 |
| 2011                                 |                                           |                               |                 |
| Scott Pask                           | The Book of Mormon                        | The Book of Mormon            |                 |
| Beowulf Boritt                       | The Scottsboro Boys                       |                               |                 |
| Derek McLane                         | Anything Goes                             | Anything Goes                 |                 |
| Donyale Werle                        | Bloody Bloody Andrew Jackson              |                               |                 |
| 2012                                 |                                           |                               |                 |
| Bob Crowley                          | Once                                      |                               |                 |
| Jon Driscoll und Rob Howell          | Ghost the Musical                         | Ghost – Das Musical           |                 |
| Sven Ortel und Tobin Ost             | Newsies                                   | Newsies                       |                 |
| George Tsypin                        | Spider-Man: Turn Off the Dark             | Spider-Man: Turn Off the Dark |                 |
| 2013                                 |                                           |                               |                 |
| Rob Howell                           | Matilda the Musical                       | Matilda                       |                 |
| Anna Louizos                         | The Mystery of Edwin Drood                |                               |                 |
| Scott Pask                           | Pippin                                    | Pippin                        |                 |
| David Rockwell                       | Kinky Boots                               | Kinky Boots                   |                 |
| 2014                                 |                                           |                               |                 |
| Christopher Barreca                  | Rocky the Musical                         | Rocky – Das Musical           |                 |
| Julian Crouch                        | Hedwig and the Angry Inch                 | Hedwig and the Angry Inch     |                 |
| Alexander Dodge                      | A Gentleman's Guide to Love and Murder    |                               |                 |
| Santo Loquasto                       | Bullets Over Broadway                     |                               |                 |
| 2015                                 |                                           |                               |                 |
| Bob Crowley und 59 Productions       | An American in Paris                      |                               |                 |
| David Rockwell                       | On the Twentieth Century                  |                               |                 |
| Michael Yeargan                      | The King and I                            | Der König und ich             |                 |
| David Zinn                           | Fun Home                                  |                               |                 |
| 2016                                 |                                           |                               |                 |
| David Rockwell                       | She Loves Me                              | She Loves Me                  |                 |
| Es Devlin und Finn Ross              | American Psycho                           |                               |                 |
| David Korins                         | Hamilton                                  | Hamilton                      |                 |
| Santo Loquasto                       | Shuffle Along                             |                               |                 |
| 2017                                 |                                           |                               |                 |
| Mimi Lien                            | Natasha, Pierre & The Great Comet of 1812 |                               |                 |
| Rob Howell                           | Groundhog Day                             |                               |                 |
| David Korins                         | War Paint                                 |                               |                 |
| Santo Loquasto                       | Hello, Dolly!                             | Hello, Dolly!                 |                 |
| 2018                                 |                                           |                               |                 |
| David Zinn                           | SpongeBob SquarePants                     |                               |                 |
| Dane Laffrey                         | Once on This Island                       | Once on This Island           |                 |
| Scott Pask                           | The Band's Visit                          |                               |                 |
| Scott Pask, Finn Ross und Adam Young | Mean Girls                                |                               |                 |
| Michael Yeargan                      | My Fair Lady                              | My Fair Lady                  |                 |
| 2019                                 |                                           |                               |                 |
| Rachel Hauck                         | Hadestown                                 |                               |                 |
| Robert Brill und Peter Nigrini       | Ain’t Too Proud                           |                               |                 |
| Peter England                        | King Kong                                 |                               |                 |
| Laura Jellinek                       | Oklahoma!                                 | Oklahoma!                     |                 |
| David Korins                         | Beetlejuice                               |                               |                 |

### 2020–2021
| Jahr                                  | Bühnenbildner                                  | Musical                        | Deutscher Titel |
| ------------------------------------- | ---------------------------------------------- | ------------------------------ | --------------- |
| 2020/2021                             |                                                |                                |                 |
| Derek McLane                          | Moulin Rouge!                                  | Moulin Rouge!                  |                 |
| Riccardo Hernández und Lucy Mackinnon | Jagged Little Pill                             | Jagged Little Pill             |                 |
| Mark Thompson und Jeff Sugg           | Tina                                           | Tina – Das Tina Turner Musical |                 |
| 2022                                  |                                                |                                |                 |
| Bunny Christie                        | Company                                        |                                |                 |
| Beowulf Boritt und 59 Productions     | Flying Over Sunset                             |                                |                 |
| Arnulfo Maldonado                     | A Strange Loop                                 |                                |                 |
| Derek McLane und Peter Nigrini        | MJ                                             |                                |                 |
| Allen Moyer                           | Paradise Square                                |                                |                 |
| 2023                                  |                                                |                                |                 |
| Beowulf Boritt                        | New York, New York                             |                                |                 |
| Mimi Lien                             | Sweeney Todd: The Demon Barber of Fleet Street |                                |                 |
| Michael Yeargan und 59 Productions    | Camelot                                        |                                |                 |
| Scott Pask                            | Shucked                                        |                                |                 |
| Scott Pask                            | Some Like It Hot                               |                                |                 |
| 2024                                  |                                                |                                |                 |
| Tom Scutt                             | Cabaret at the Kit Kat Club                    |                                |                 |
| AMP feat. Tatiana Kahvegian           | The Outsiders                                  |                                |                 |
| Robert Brill und Peter Nigrini        | Hell’s Kitchen                                 |                                |                 |
| Takeshi Kata                          | Water for Elephants                            |                                |                 |
| David Korins                          | Here Lies Love                                 |                                |                 |
| Tim Hatley und Finn Ross              | Back to the Future: The Musical                |                                |                 |
| Riccardo Hernández und Peter Nigrini  | Lempicka                                       |                                |                 |